# Klinikassistenten
Klinikassistenten er en dansk kortfilm fra 1998 med instruktion og manuskript af Martin Weinreich.

## Handling
En mand bor alene i en postapokalyptisk verden. Da han får nogle problemer med sine tænder bevæger han sig ind til den moderne by. Her møder han en klinikassistent, som han bliver amourøst interesseret i.

## Medvirkende
- Mads Wille - Mand
- Per Jacobsen - Tandlæge
- Mads Koudal - Pusher
- Rie Nørgaard - Klinikassistenten